# Andrzej Białynicki-Birula

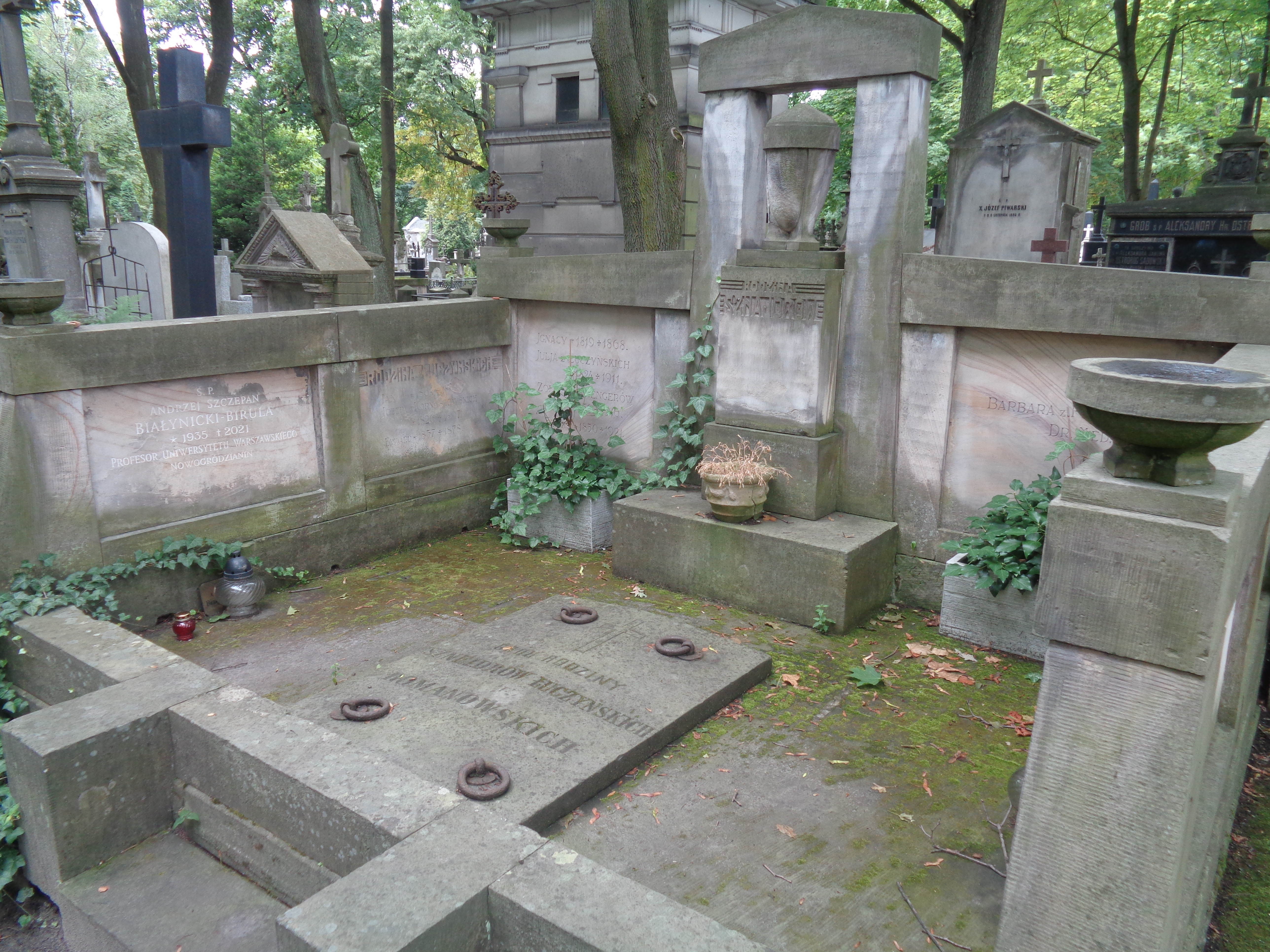
Grób Andrzeja Białynickiego-Biruli na cmentarzu Powązkowskim

Andrzej Szczepan Białynicki-Birula (ur. 26 grudnia 1935 w Nowogródku, zm. 19 kwietnia 2021) – polski matematyk specjalizujący się w geometrii algebraicznej, jeden z pionierów algebry różniczkowej, profesor zwyczajny, członek rzeczywisty PAN, autor podręczników uniwersyteckich do algebry.

## Życiorys naukowy
Studiował na Uniwersytecie Warszawskim, na którym uzyskał tytuł magistra w 1956 roku. Następnie został asystentem w Instytucie Matematycznym PAN i na Wydziale Matematyki UW. W latach 1958–1960 odbył staż naukowy w Uniwersytecie Kalifornijskim w Berkeley, gdzie w 1960 roku otrzymał doktorat (promotorem był Gerhard Hochschild; tytuł rozprawy: On Automorphisms and Derivations of Simple Rings with Minimum Conditions). W latach 1962–1963 wykładał na Uniwersytecie Kalifornijskim. Jego wczesna działalność dotyczyła obszaru na granicy logiki i algebry. Współpracował wówczas z Heleną Rasiową. Opublikował też pracę naukową dotyczącą topologii algebraicznej.
Powrócił do Polski i w latach 1964–1970 pracował jako docent w Instytucie Matematycznym PAN w Warszawie, tam też uzyskał stopień doktora habilitowanego. W 1970 roku uzyskał tytuł profesora nadzwyczajnego i został wykładowcą na Uniwersytecie Warszawskim, a w roku 1978 uzyskał tytuł profesora zwyczajnego. Prowadził 22 doktorantów. W latach 1977–1981 był dziekanem Wydziału Matematyki UW, a także prorektorem UW i senatorem UW. Autor artykułów oraz książek naukowych.
Pochowany 6 maja 2021 na cmentarzu Powązkowskim w Warszawie (kw. 17, rząd 1, grób 22–24).

## Rodzina
- Brat: fizyk teoretyk prof. Iwo Białynicki-Birula[9][10], żonaty z prof. Zofią Białynicką-Birulą, także fizykiem[10]
- Siostra: dr Grażyna Toruńczyk[9], żona matematyka prof. Adama Henryka Toruńczyka[potrzebny przypis]
- Żona: paleontolog prof. Magdalena Borsuk-Białynicka[9][10], córka matematyka prof. Karola Borsuka[10]